# Annemie Struyf
Annemie Struyf (Schoten, 4 februari 1961) is een Belgische journaliste, schrijfster en programmamaakster. Ze is voornamelijk bekend als de ene helft van Meisjes van 40 uit De laatste show en van tv-reeksen zoals In Godsnaam en Het Hoge Noorden. Struyf is ook schrijfster van boeken over wereldproblemen. Lieve Blancquaert is haar vriendin en compagnon die de foto's maakt.

## Biografie
Struyf studeerde Pedagogische Wetenschappen aan de Katholieke Universiteit Leuven en werkte daar ook een tijd als pedagogisch onderzoeker. Op haar 35e stapte ze in de journalistiek. Eerst werkte ze voor Humo en Knack Weekend, sinds 2005 voor televisie (Woenstijnvis en VRT).
Sinds 2006 is Annemie Struyf, samen met Lieve Blancquaert, voorzitter van Hope for Girls. Sinds 2014 steunt Hope for Girls een vluchthuis voor meisjes die aan de praktijken van genitale verminking willen ontsnappen. Dit vluchthuis is verbonden aan een anti-FGM (Female Genital Mutilation)-school in Kuria (Kenia).
Voor het programma De Moeder Van Mijn Dochter doorkruiste Struyf in februari 2006 Kenia. Ze ging hierbij op zoek naar de roots van Hope, haar adoptiedochtertje. De Moeder Van Mijn Dochter was een emotionele reeks, waarbij Hope niet de centrale figuur was in het programma, maar wel Salomé, Hopes moeder, die twee dagen na Hopes geboorte stierf. De documentaire schetste verder ook een beeld van de door aids getroffen mensen in Afrika.
Onder het motto Ladies First ging Annemie Struyf in 2008 op reis. Ze reisde van Timboektoe naar Jeruzalem, van Oost-Timor naar Afghanistan, van Swaziland naar Georgië, van Nepal naar de Filipijnen. In 8 verhalen vertelde ze over vrouwen van vlees en bloed: diva’s, idealisten, harde tantes en stille werkers.
In 2010 zond Eén haar nieuwe docusoap In Godsnaam uit, waarin ze op zoek gaat naar allerlei verschillende godsdiensten. Het programma zorgde al vanaf de eerste aflevering voor controverse. Daarin kreeg de kijker de indruk dat een bekeerde moslima en haar man met elkaar een schijnhuwelijk waren aangegaan. Ook een latere aflevering over "shakers", volgelingen van de goeroe Ratu Bagus, lokte in de media heel wat reactie uit. Bij de aflevering over de trapistinnen haalde het programma een kijkcijferrecord.
In het najaar van 2012, op VIER, was ze te zien in het tweede seizoen van In Godsnaam. Deze reeks gaat uitsluitend over het christendom en had als ondertitel De laatste missiezusters.
Half november 2012 beëindigde Struyf haar contract met Woestijnvis en VIER, nadat ze haar programma's niet vond passen op een commerciële zender vanwege de reclame-onderbrekingen. Ze tekende een contract bij de VRT. Het programma De Bleekweide over kinderen in moeilijkheden, dat oorspronkelijk op VIER zou worden uitgezonden, werd overgekocht door de VRT en liep sinds 11 februari 2013 op Eén.
Daarna maakte ze voor Eén het programma Via Annemie, waarin ze een tijdje het leven volgde van een aantal mensen: een Poolse poetsvrouw in België, Amerikaanse terdoodveroordeelden, Keniaanse meisjes die (dreigen te) worden onderworpen aan genitale verminking, dementerende bejaarden, de Belgische ambassadeur in Afghanistan, arbeiders op een luxecruise, Lourdesbedevaarders en jonge kloosterlingen. De reportage over de Keniaanse meisjes werd bekroond op het Festival de télévision de Monte-Carlo in de categorie "Grands Reportages de Sociétés". In 2015 kreeg het programma een tweede reeks, waarin ze onder andere bij monnik Giel langsging, meeliep met Delfine Persoon en het lot van Oegandese straatkinderen onderzocht. Een derde seizoen werd uitgezonden begin 2016. Vanaf december 2017 loopt op Eén Chez Annemie, waarin Struyf terugblikt met gasten uit Via Annemie.
In 2017 liep het programma La Vie En Rose, waarin ze Vlamingen opzocht die emigreerden naar Frankrijk. In 2019 volgde een versie in Spanje, getiteld Eviva España. In 2020 kwam er een gelijkaardige reeks in Noorwegen onder de titel Het Hoge Noorden. In de derde reeks hiervan, die liep in het seizoen 2024-2025, koppelde ze de bezoeken aan Vlamingen aan een eigen missie: een tocht naar Spitsbergen in het spoor van Christiane Ritter, auteur van haar lievelingsboek Een vrouw in de poolnacht. Ritter leefde zelf een jaar op Spitsbergen. De reeks veroorzaakte een hernieuwde interesse in het boek in Vlaanderen.
In november 2021 is de reeks Draagmoeders te zien waarin Struyf drie jaar lang draagmoeders én wensouders volgde.

## Televisie
- Meisjes van veertig, rubriek in De laatste show (Eén) (2003)
- De Lijn, rubriek in Man bijt hond (Eén) (2004-2005)
- De Moeder van mijn Dochter (Eén) (2006)
- Ladies First (Eén) (2008)
- In Godsnaam (Eén/VIER) (2010-2012)
- De Zussen van mijn Dochter (Eén) (2011)
- De Bleekweide (Eén) (2013)
- Via Annemie (Eén) (2014-2016)
- La Vie en Rose (Eén) (2017)
- Chez Annemie (Eén) (2018)
- Eviva España (Eén) (2019-2020)
- Het Hoge Noorden (Eén/VRT 1) (2020-2025)
- Draagmoeders (Eén) (2021)

## Varia
- In 2002 ontving Struyf de Dexia Persprijs in de categorie Geschreven Pers.[1]
- In 2004 nam Struyf deel aan het tweede seizoen van De Slimste Mens ter Wereld. Na twee deelnames moest ze de quiz verlaten.
- In 2005 eindigde zij op nummer 295 in de Vlaamse versie van De Grootste Belg.
- Op 2 april 2008 was ze als gast aanwezig in het discussieprogramma Volt op Eén. Ze deed mee aan het experiment hoe veilig (of onveilig) het is om te fietsen in Brussel.
- Struyf geeft een 25-tal lezingen per jaar waarmee ze geld inzamelt voor onder meer het project Hope for Kabondo.[12]
- Zij was de te verleiden hoofdgast in een van de afleveringen van Mag ik u kussen? op Canvas.
- Op 5 september 2010 was Struyf eveneens hoofdgast in het programma De jaren stillekes dat gepresenteerd werd door Steven Van Herreweghe.
- In 2012 werd ze door koning Albert II benoemd tot Commandeur in de Kroonorde.[16]
- Annemie Struyf valt op door een kenmerkend stemgeluid. In het televisieprogramma Tegen de Sterren op parodieert Nathalie Meskens haar met gebruikmaking van deze elementen.
- In 2015 won Struyf de Golden Nymph Award (categorie: Prijs voor de Mensenrechten) op het prestigieuze Televisiefestival van Monte Carlo, voor haar tv-reportages Blijf van mijn Lijfje over vrouwelijke genitale verminking.[17]
- In 2017 won Struyf samen met Lieve Blancquaert de Prix du Citoyen Européen/ Europese Burgerschapsprijs 2017 voor hun werk in de strijd tegen vrouwelijke genitale verminking.[18]